# NGC 1808
NGC 1808 là thiên hà xoắn ốc có thanh  nằm ở phía nam của chòm sao Thiên Cáp, khoảng hai độ so với phía nam và phía đông của Gamma Caeli. Nó được phát hiện bởi nhà thiên văn học người Scotland James Dunlop, người đã mô tả nó là một "tinh vân mờ nhạt". Thiên hà là thành viên của nhóm NGC 1808, là một phần của Nhóm Dorado lớn hơn.

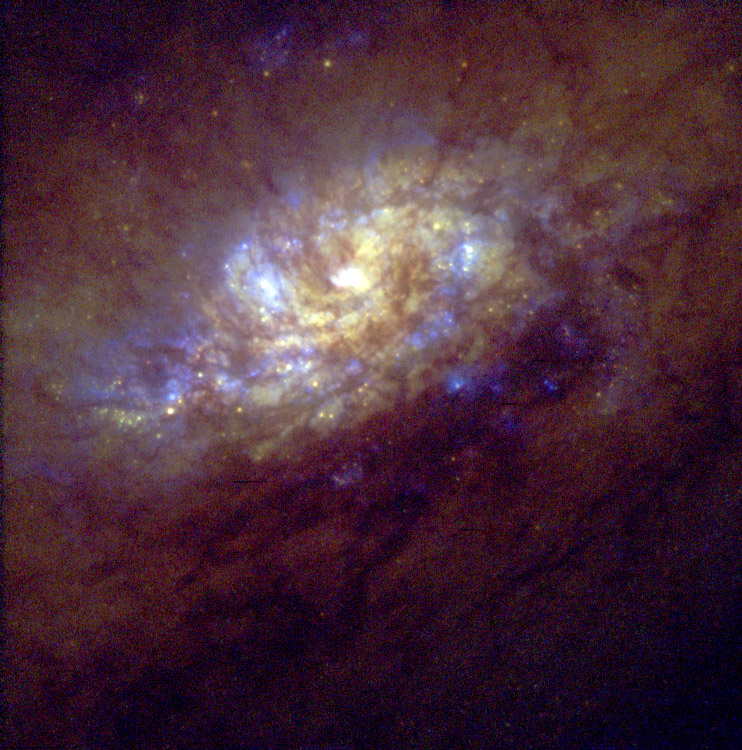
Hình ảnh Kính viễn vọng Không gian Hubble của trung tâm NGC 1808. Credit: HST / NASA / ESA.